# Lake Shore
Lake Shore es un lugar designado por el censo ubicado en el condado de Anne Arundel en el estado estadounidense de Maryland. En el Censo de 2010 tenía una población de 19.477 habitantes y una densidad poblacional de 426,65 personas por km².

## Geografía
Lake Shore se encuentra ubicado en las coordenadas 39°5′52″N 76°29′41″O / 39.09778, -76.49472. Según la Oficina del Censo de los Estados Unidos, Lake Shore tiene una superficie total de 45.65 km², de la cual 34.84 km² corresponden a tierra firme y (23.69%) 10.82 km² es agua.

## Demografía
Según el censo de 2010, había 19.477 personas residiendo en Lake Shore. La densidad de población era de 426,65 hab./km². De los 19.477 habitantes, Lake Shore estaba compuesto por el 92.13% blancos, el 3.66% eran afroamericanos, el 0.3% eran amerindios, el 1.35% eran asiáticos, el 0.09% eran isleños del Pacífico, el 0.61% eran de otras razas y el 1.87% pertenecían a dos o más razas. Del total de la población el 2.2% eran hispanos o latinos de cualquier raza.